# Roméo et Juliette (Gounod)
Roméo et Juliette ist eine Oper in fünf Akten von Charles Gounod (Musik) mit einem Libretto von Jules Barbier und Michel Carré.

## Handlung

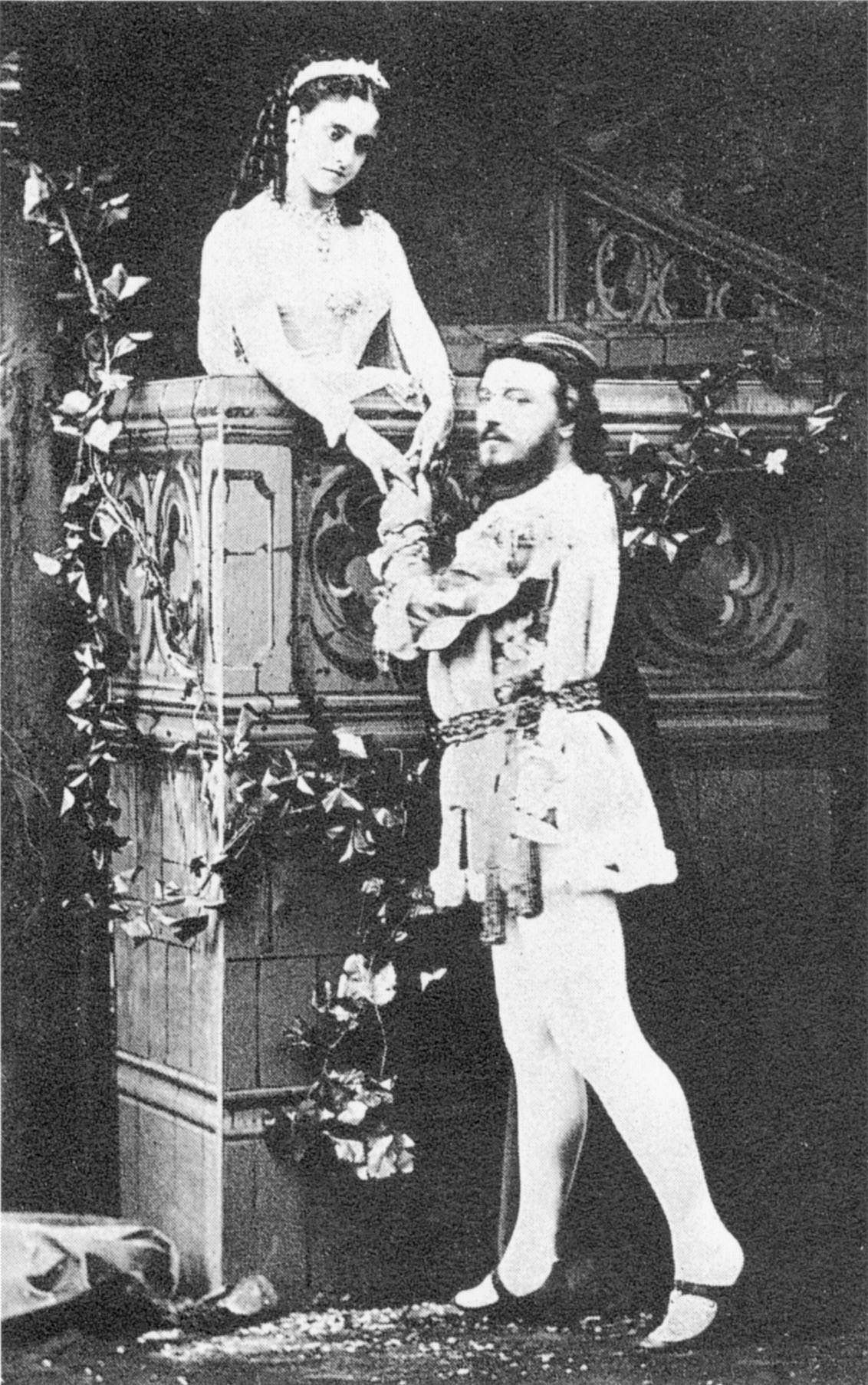
Adelina Patti und Mario in der Balkonszene im zweiten Akt (London, 1867)

### Erster Akt
Ein kurzer Prolog erklärt die Feindschaft der Familien Montaigu und Capulet in Verona.
Tybalt und Paris sprechen über Juliette, die mit ihrem Vater beim Maskenball der Capulets erscheint. Roméo, Mercutio und Benvolio sind inkognito zugegen. Mercutio singt die Ballade der Königin Mab. Juliette singt einen fröhlichen Walzer, „Je veux vivre“. Roméo und Juliette treffen aufeinander und verlieben sich auf den ersten Blick. Doch Tybalt erscheint erneut und vermutet einen Rivalen hinter Roméos Maske. Während Tybalt sofortige Satisfaktion fordert, ordnet Graf Capulet an, dass der Ball weiter gehen möge.

### Zweiter Akt
Roméo und Juliette können sich zum ersten Mal ungestört unterhalten, als Roméo nachts über die Mauer des Capuletschen Gartens klettert und dort Juliette auf dem Balkon zu ihrem Zimmer wahrnimmt. Sie gestehen sich gegenseitig ihre Liebe, versprechen sich die gegenseitige Heirat („Ah! Ne fuis pas encore“) und nehmen innig Abschied voneinander („Va! Repose en paix! Sommeille!“).

### Dritter Akt
Pater Lorenzo verheiratet das Liebespaar in der stillen Hoffnung, dass dadurch vielleicht eine Versöhnung der Familien stattfinden könnte.
Stéphano hat indes seit gestern vergeblich seinen Herrn Roméo gesucht. Ein Spottlied auf Juliette, die wohl bald ihrer Familie entfliehen könnte („Que fais-tu, blanche tourterelle“), ruft die Capulets auf den Plan. In den darauffolgenden Kämpfen tötet zuerst Tybalt Roméos Freund Mercutio, wird darauf jedoch aus Rache von Roméo getötet. Roméo wird darauf vom Herzog aus der Stadt verbannt.

### Vierter Akt
Roméo nimmt Abschied von Juliette („Nuit d'hymenée, Ô douce nuit d'amour“), die ihn nur widerwillig gehen lässt. Juliettes Vater erinnert sie daran, dass sie mit Paris verlobt ist und ihn bald heiraten sollte. Verzweifelt ruft sie Pater Lorenzo um Hilfe an, der ihr ein Mittel überreicht, das sie in einen todesähnlichen Schlaf fallen lässt. Der Plan ist, nach Juliettes Beisetzung die Grabstätte wieder zu öffnen und mit Roméo zu fliehen. Sie trinkt und fällt wie tot nieder.

### Fünfter Akt
Roméo glaubt, dass Juliette gestorben ist, und betritt Juliettes Grabstätte („Salut, tombeau / O ma femme, ô ma bien-aimée“). Er vergiftet sich, und während seines Todeskampfes erwacht Juliette. Die Situation begreifend, erdolcht sie sich. Mit dem letzten Duett („Viens, fuyons au bout du monde“) stirbt das Liebespaar.

## Gestaltung

### Musik
Roméo et Juliette ist eine romantische Nummernoper. Besonders bekannt ist Juliettes schwungvolle Walzer-Arie „Je veux vivre“; die Oper enthält außerdem vier ausdrucksstarke Duette zwischen Roméo und Juliette.

## Diskographie (Auswahl)
- 1953: Janine Micheau, Raoul Jobin, Heinz Rehfuss, chœurs et orchestre de l'Opéra de Paris, Alberto Erede – Decca
- 1968: Mirella Freni, Franco Corelli, Xavier Depraz, Chor und Orchester der Opéra de Paris, Alain Lombard – EMI
- 1984: Catherine Malfitano, Alfredo Kraus, José van Dam, chœur et orchestre du Capitole de Toulouse, Michel Plasson – EMI
- 1998: Angela Gheorghiu, Roberto Alagna, José Van Dam, chœur et orchestre du Capitole de Toulouse, Michel Plasson – EMI
- 2007: Anna Netrebko, Joseph Kaiser, John Hancock, Chor und Orchester der Metropolitan Opera, Plácido Domingo – Celestial Audio (live)
- 2008: Nino Machaidze, Rolando Villazón, Mikhail Petrenko, Mozarteumorchester Salzburg, Yannick Nézet-Séguin – DVD